# FC Lokomotive Frankfurt
Der FC Lokomotive Frankfurt ist ein deutscher Fußballclub aus Frankfurt (Oder). Heimstätte des Clubs ist der Sportplatz Markendorfer Straße, der 1.000 Zuschauern Platz bietet.

## Geschichte

### BSG Lokomotive
Lokomotive Frankfurt wurde im Juni 1948 als Betriebssportgemeinschaft der Deutschen Reichsbahn und der Deutschen Post (kurz BSG REIPO) gegründet. 1950 wurde der Name der BSG in Lokomotive geändert. In der Spielzeit 1954/55 gelang der damaligen Mehrsparten-BSG der erstmalige Aufstieg in die Bezirksliga Frankfurt und erreichte dort auf Anhieb die Vizemeisterschaft. Im DDR-Pokalwettbewerb 1956 erreichte die Mannschaft nach Siegen in zwei Qualifikationsrunden und in der 1. Hauptrunde die 2. Hauptrunde, schied dort aber nach einem 0:8 beim Zweitligisten Motor Mitte Magdeburg, einem Vorläufer des 1. FC Magdeburgs, aus.
1957 profitierten die Brandenburger durch die Erweiterung der II. DDR-Liga von zwei auf fünf Staffeln und stiegen aus der Frankfurter Bezirksliga gemeinsam mit dem Lokalrivalen Dynamo Frankfurt in die dritthöchste Spielklasse der DDR auf. Die II. DDR-Liga erwies sich für die Mannschaft aber nur als einjähriges Intermezzo, mit lediglich zehn Saisonpunkten stiegen die Frankfurter postwendend wieder ab. In der Bezirksliga spielte Lok Frankfurt zunächst bis 1971 und danach noch einmal in den Spielzeiten 1973/74 bis 1976/77.

### BSG IHB / WGK
Am 1. Juli 1977 schloss sich die Fußballsektion der BSG Lokomotive der BSG Ingenieurhochbau an, die bisher keinen Fußball betrieben hatte und zur Saison 1977/78 den Platz der BSG Lok in der Bezirksliga übernahm. 1978 wurde die BSG IHB Bezirkspokalsieger und nahm in der Saison 1978/79 am DDR-weiten FDGB-Pokalwettbewerb teil. Nach einer 1:3-Heimniederlage nach Verlängerung gegen die BSG Motor Babelsberg schied die BSG IHB bereits in der 1. Hauptrunde aus. Am 1. Juli 1981 kam es zu einem Wechsel des Trägerbetriebs, das Frankfurter Wohnungs- und Gesellschaftsbaukombinat übernahm die BSG. Als BSG WGK wurde weiter bis 1988 in der Bezirksliga gespielt. Nach dem Abstieg 1988 war die BSG WGK bis zum Ende des DDR-Fußballspielbetriebes 1990 in der viertklassigen Bezirksklasse vertreten.

### ESV Lok / ESV 1948

ESV-Logo

Nach der Wende wurde die BSG in einen Verein überführt, der sich zunächst ESV Lok Frankfurt und später ESV 1948 Frankfurt nannte. Die weiterhin stets unterklassig spielende Fußballabteilung trat 2008 aus dem Eisenbahnersportverein aus und tritt seit der Saison 2008/09 als FC Lokomotive Frankfurt an.

## Statistik
- Teilnahme II. DDR-Liga: 1958 (BSG Lok, 14.)
- Teilnahme FDGB-Pokal: 1956 (BSG Lok, 2. Hauptrunde), 1978/79 (BSG IHB, 1. Hauptrunde)